# Defenestració de Praga
L'incident conegut com la defenestració de Praga és generalment considerat com el detonant de la Guerra dels Trenta Anys. El 23 de maig de 1618, representants conspicus de l'aristocràcia bohèmia (disconforme amb l'elecció de Ferran, duc d'Estíria i catòlic convençut i defensor de la contrareforma, com a emperador del Sacre Imperi Romanogermànic, el qual incloïa Bohèmia), van prendre dos governadors imperials i al seu secretari i els van llançar per les finestres del castell de Hradcany, a Praga.
Tot i que van caure sobre un munt de fems i cap d'ells va sofrir lesions serioses (al contrari que en la primera defenestració de Praga, esdevinguda el 30 de juliol del 1419 i en la qual van morir set regidors), aquest esdeveniment, conegut com la segona defenestració de Praga, es pren com a punt de referència del començament de la rebel·lió bohèmia, tot i que, de fet, ja s'estava gestant molt de temps abans. Ben aviat el conflicte bohemi es va estendre a la totalitat dels Països Txecs, (Bohèmia, Silèsia, Lusàcia i Moràvia), que ja estaven dividits per enfrontaments entre catòlics i protestants.